# Grizedale Forest

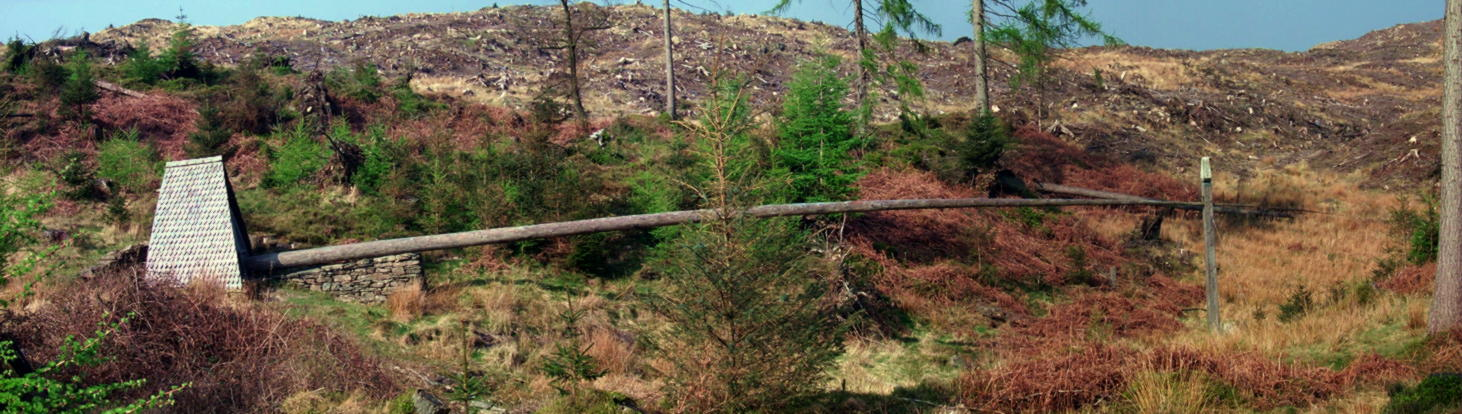
panorama met sculptuur

De beeldenroute van Grizedale Forest is gesitueerd in een landschap met bos en heidevelden in het Lake District van North West England. In het gebied liggen heuvels, meertjes en een paar dorpjes als Grizedale en Satterthwaite. 
Het hoogste punt in het Grizedale Forest is Carron Grag (314 m), vanwaar men een houten sculptuur kan bekijken (een panopticum).

## Beeldenroute
Over het terrein verspreid staan ongeveer 90 beelden, vaak gemaakt van in de natuur voorhanden materiaal als steen en hout, die men via een bewegwijzering alle kan bezoeken.  Bij veel sculpturen is sprake van zogenoemde Land art-projecten. Het plan om beelden in het Grizedale Forest te plaatsen startte in 1977. Deelnemende beeldhouwers waren onder anderen:
- Kees Bierman
- Chris Booth
- Andy Goldsworthy
- Richard Harris
- David Kemp
- Sally Matthews
- David Nash

## Fotogalerij

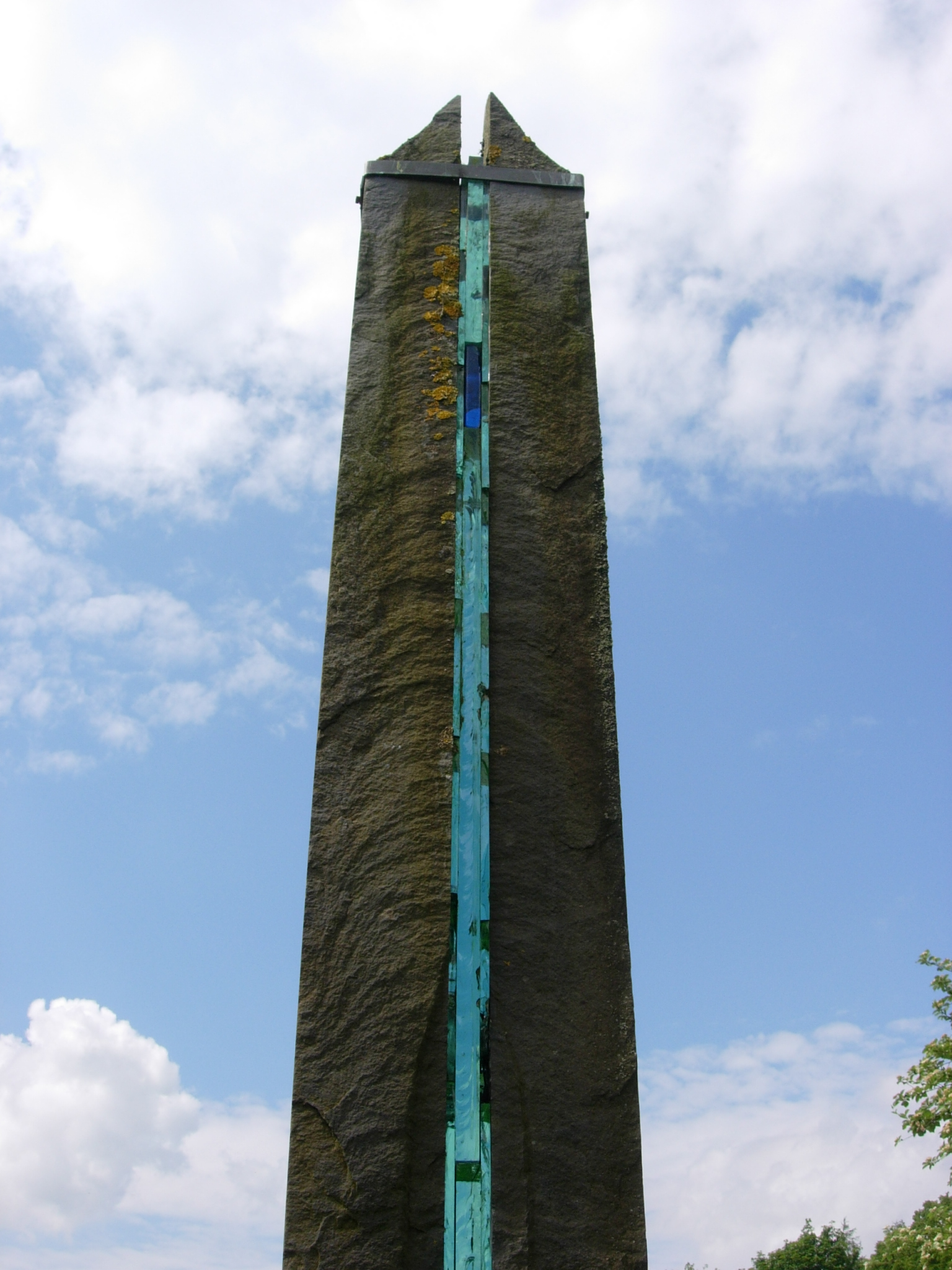
Light Column van Charles Grey Bray
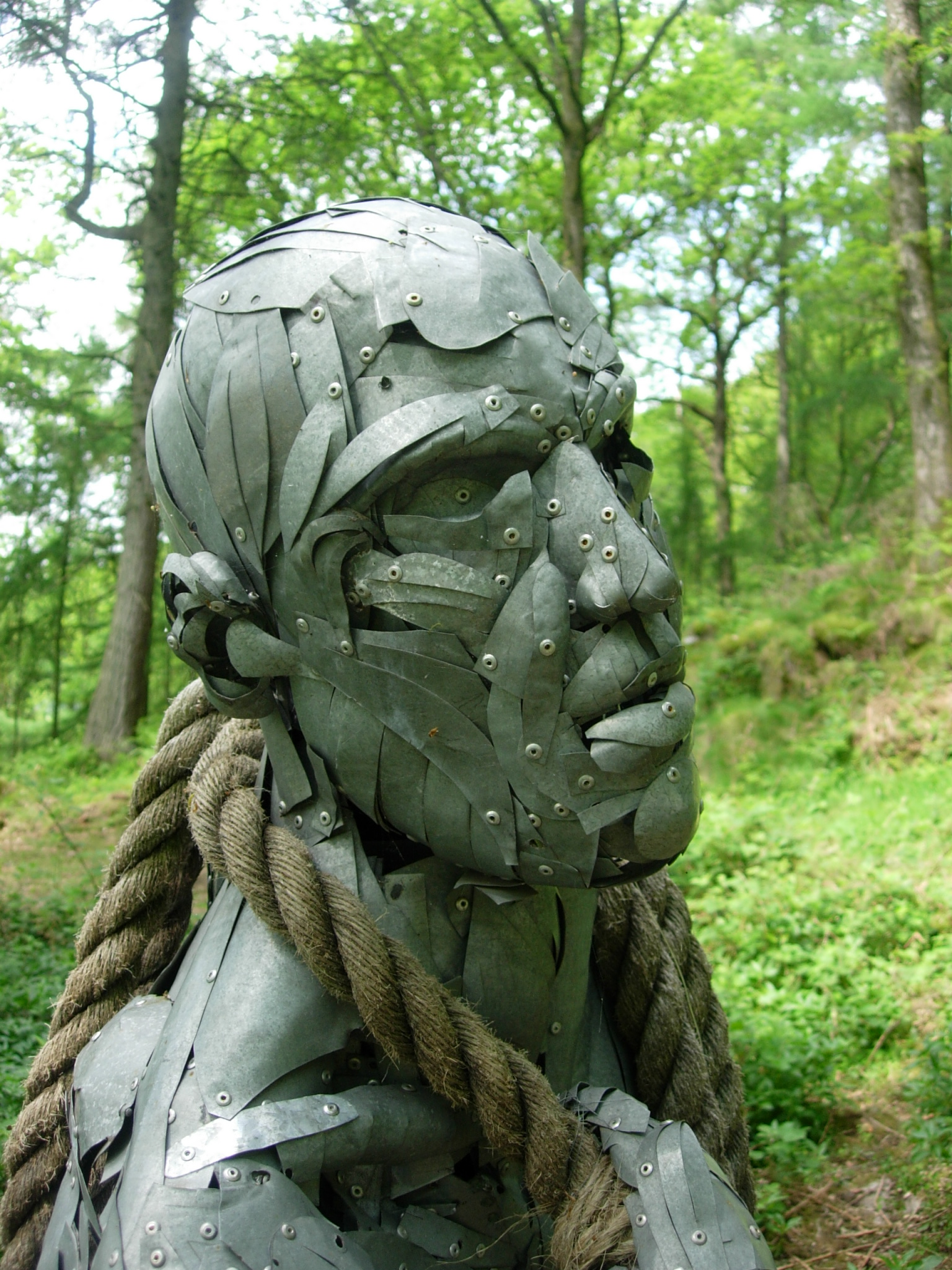
Detail van Mea Culpa van Robert Bryce Muir
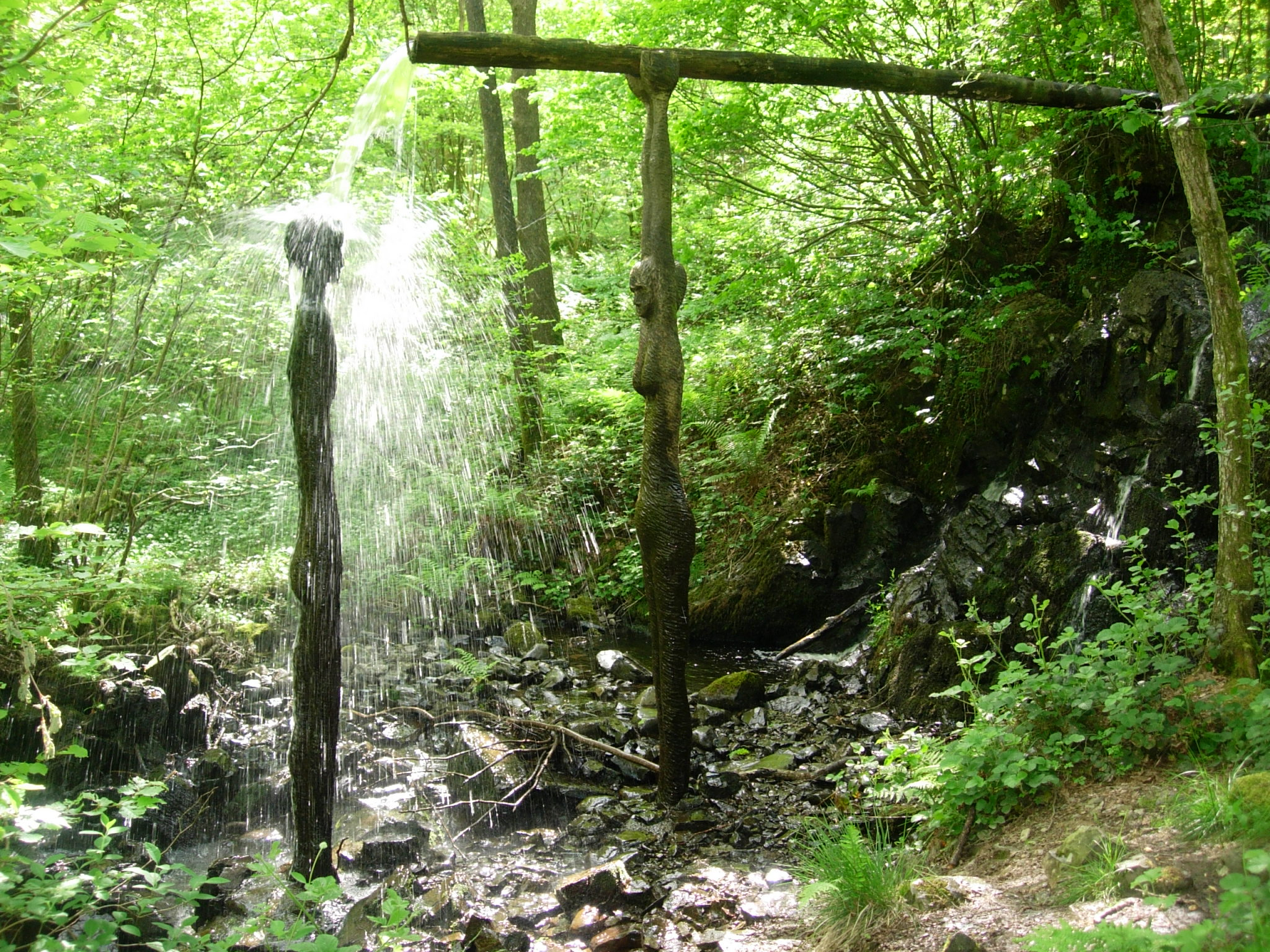
Lady of the water
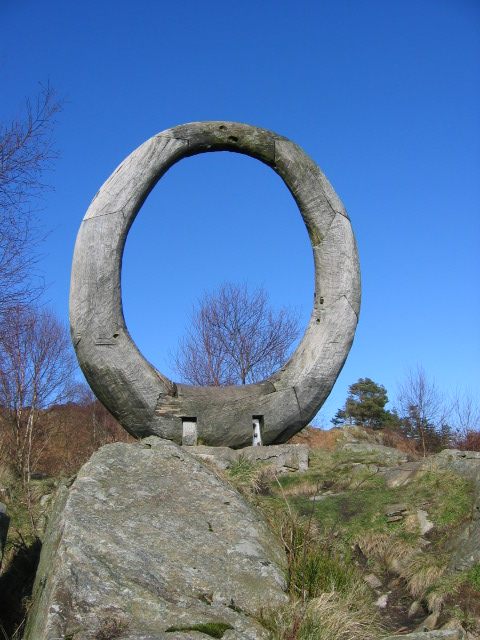
Carron Crag met Panopticum sculptuur
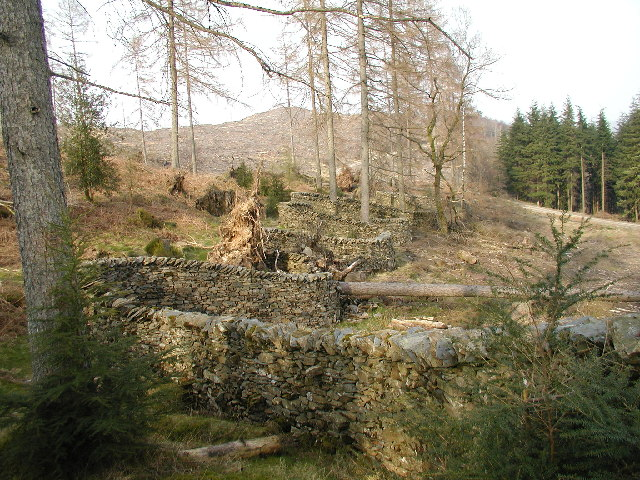
Talking a Wall for a Walk, van Andy Goldsworthy